# Zoltán Szalay (fotograf)

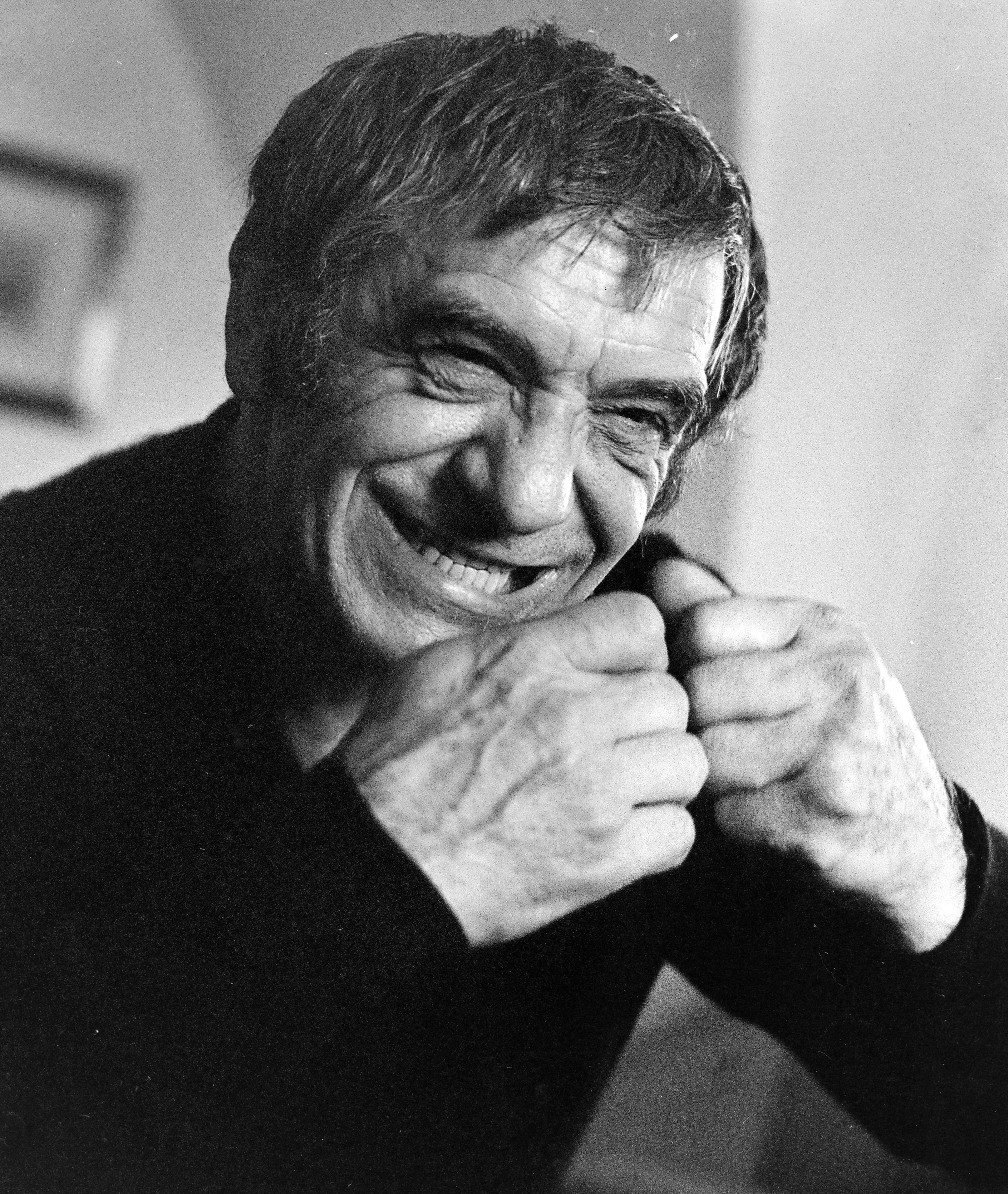
Amerigo Tot, sochař a herec, 1969

Zoltán Szalay (16. května 1935, Budapešť – 14. února 2017) byl maďarský fotoreportér, který založil soutěž maďarské novinářské fotografie.

## Životopis
Jeho otec byl jedním z představitelů dunajské lodní dopravy, jako dítě žil v rumunském Giurgiu, Vídni a rodném městě Budapešti. Začal pracovat jako vyučený optický brusič a poté fotografoval podobenky. V letech 1954 až 1964 pracoval v oddělení reportérů Főfoto. V letech 1964 až 1985 pracoval v týdeníku Tükör. Od roku 1985 byl vedoucím fotosekce Magyar Hírlap, v letech 1990 až 1992 Kuríru a od roku 1993 dva roky Blikku. Zakladatel soutěže maďarských novinářských fotografů spojené s výstavou. Výstavu, která začala v roce 1983 jako jedna z akcí festivalu Budapest Spring Festival, organizoval třicet let až do roku 2012.
Byl mentorem fotografky Gyöngyi Rózsavölgyi.

## Díla
- Parlament (1993, s László Csorbou a Józsefem Sisou)
- Zoltán Szalay; vyd. Mihály Gera; Intera, Bp., 1999 (Fotogalerie)
- Byli jsme takoví. Maďarsko uplynulo padesát let; Workpress Kft., Bp., 2004
- Pohled zpět. 1981–2005, dvacet pět let maďarské novinářské fotografie; vyd. Zoltán Szalay; Press & Pictures, Bp., 2007 (v angličtině i němčině)
- Ta šedesátá a sedmdesátá léta. Fotoalbum Zoltána Szalaya. S titulky od Lajose Nagy Partiho; vyd. Ágnes László; Kossuth, Bp., 2019
- Ta osmdesátá a devadesátá léta. Fotoalbum Zoltána Szalaya s popisky od Lajose Nagye Partiho; Kossuth, Bp., 2021

## Ocenění
- Malý kříž Záslužného řádu Maďarské republiky (1995)
- Pamětní cena Josepha Pulitzera (2000)
- Cena Mihályho Táncsicse (2000)
- Důstojník Maďarského záslužného řádu (2007)
- Novinářské ocenění Szabad Sajtó-díj (2012)
- Zlaté pero (2012)

## Galerie

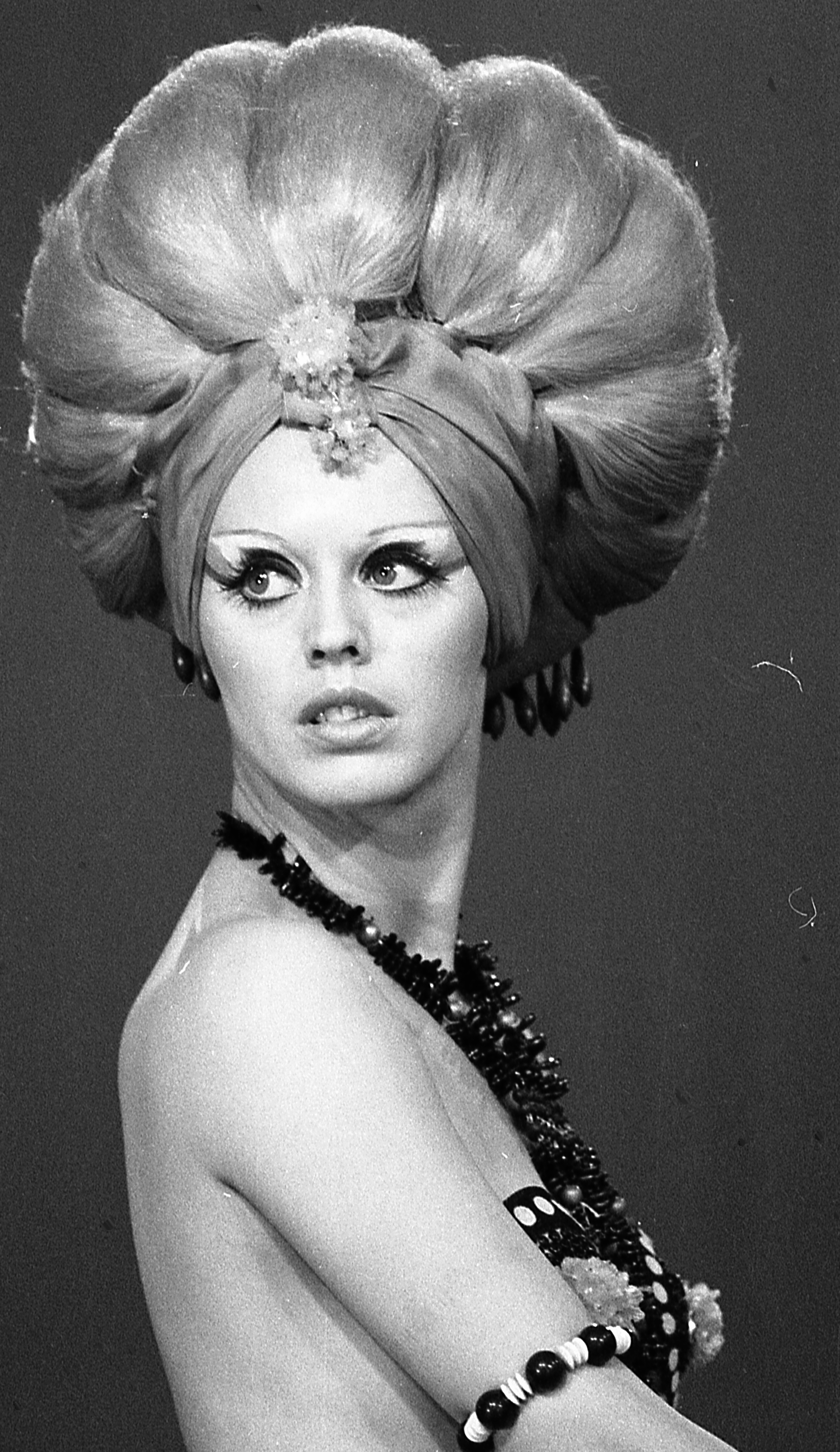
Sáfár Anikó
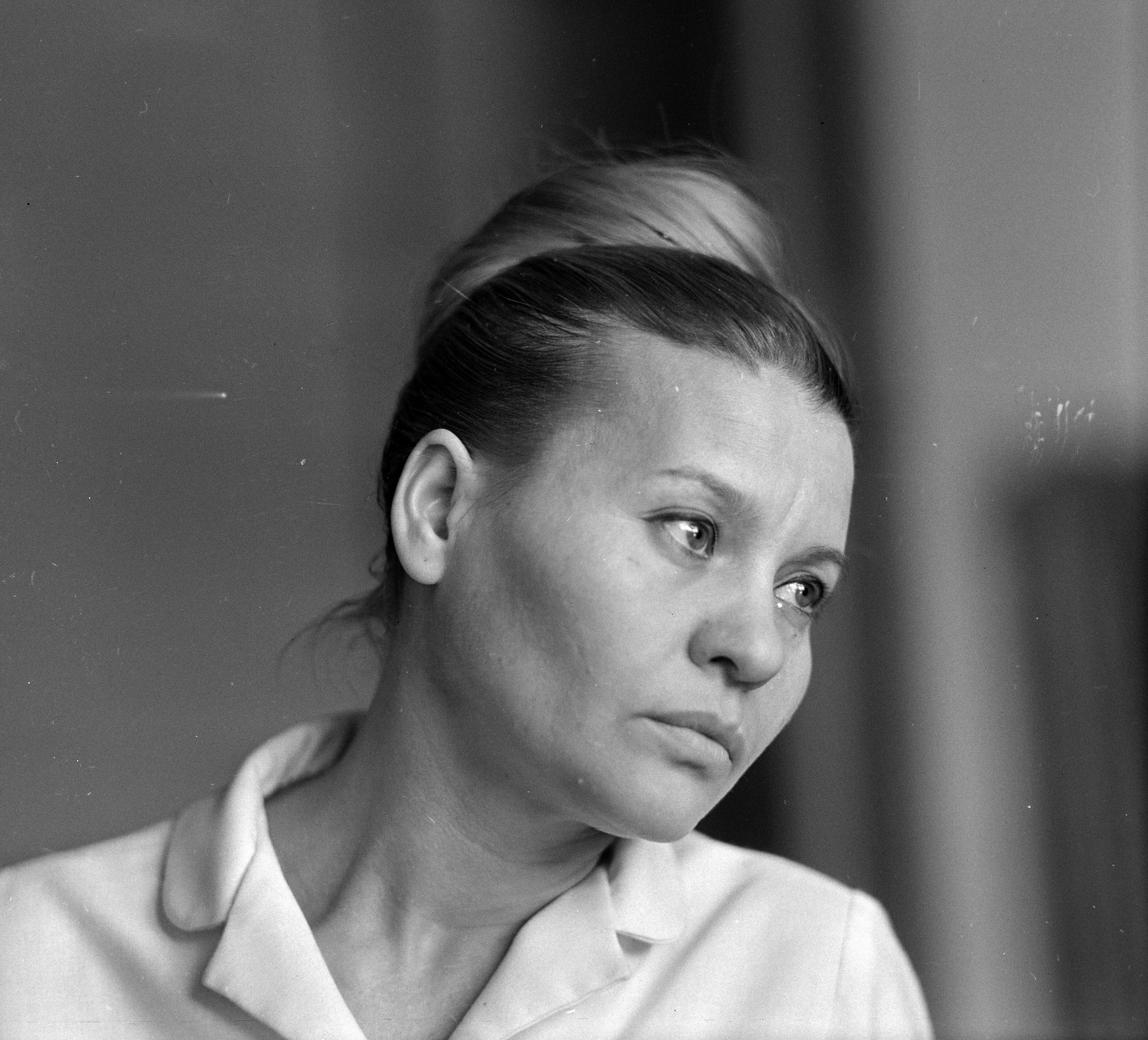
Teri Horváth
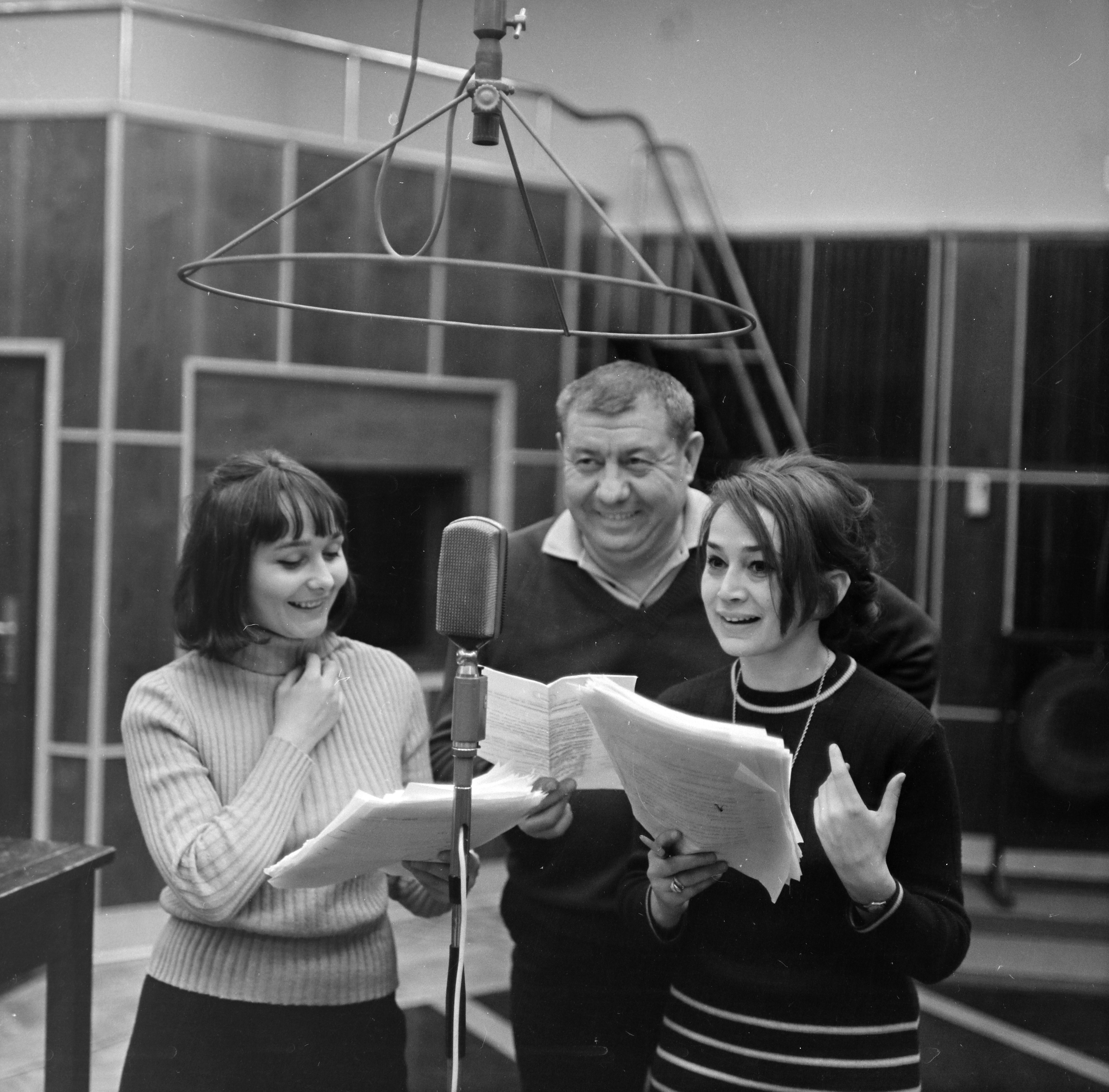
Magda Gabi, Farkas Antal a Margitai Ági, Magyar Rádió, 1969
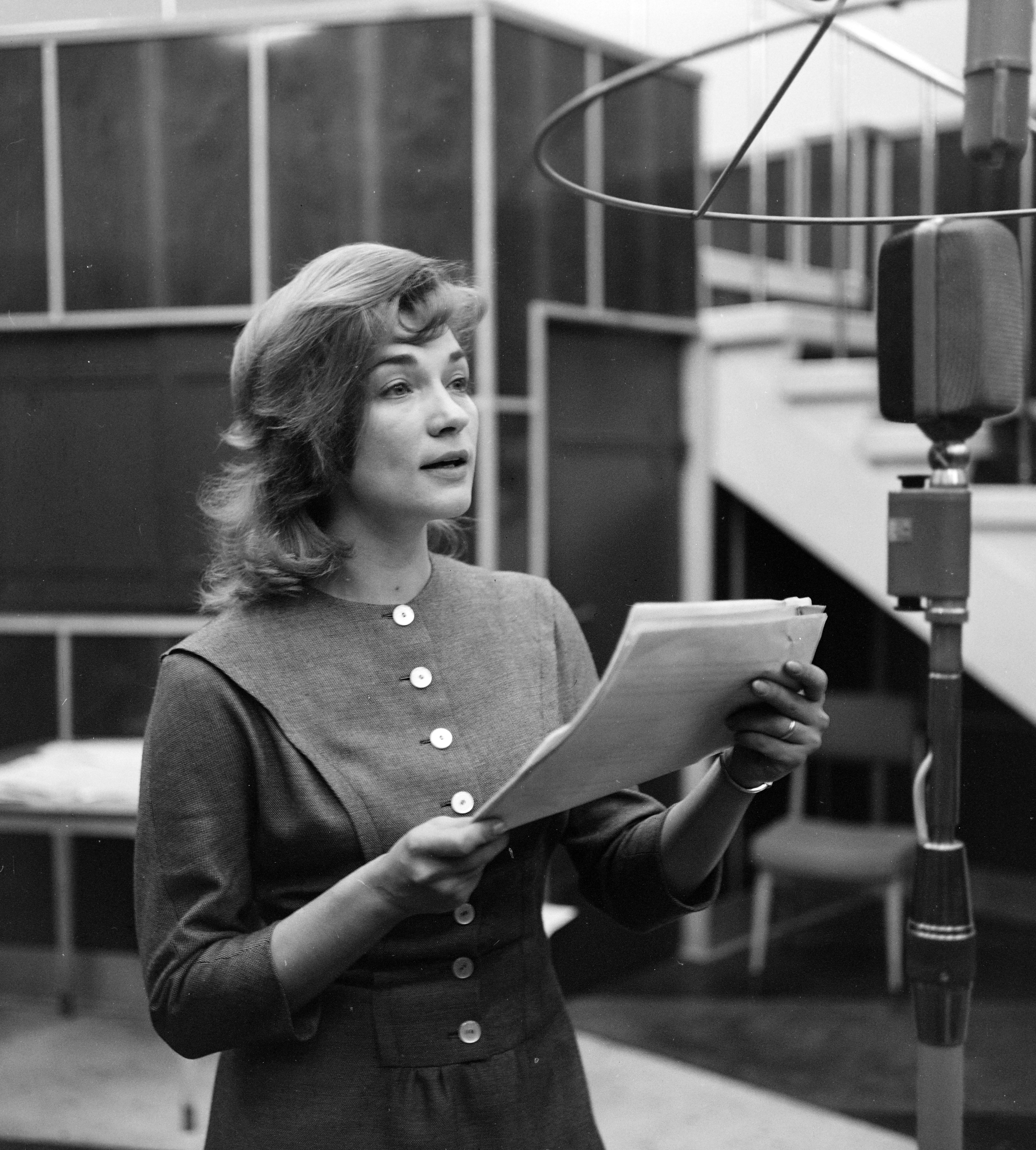
Éva Vass
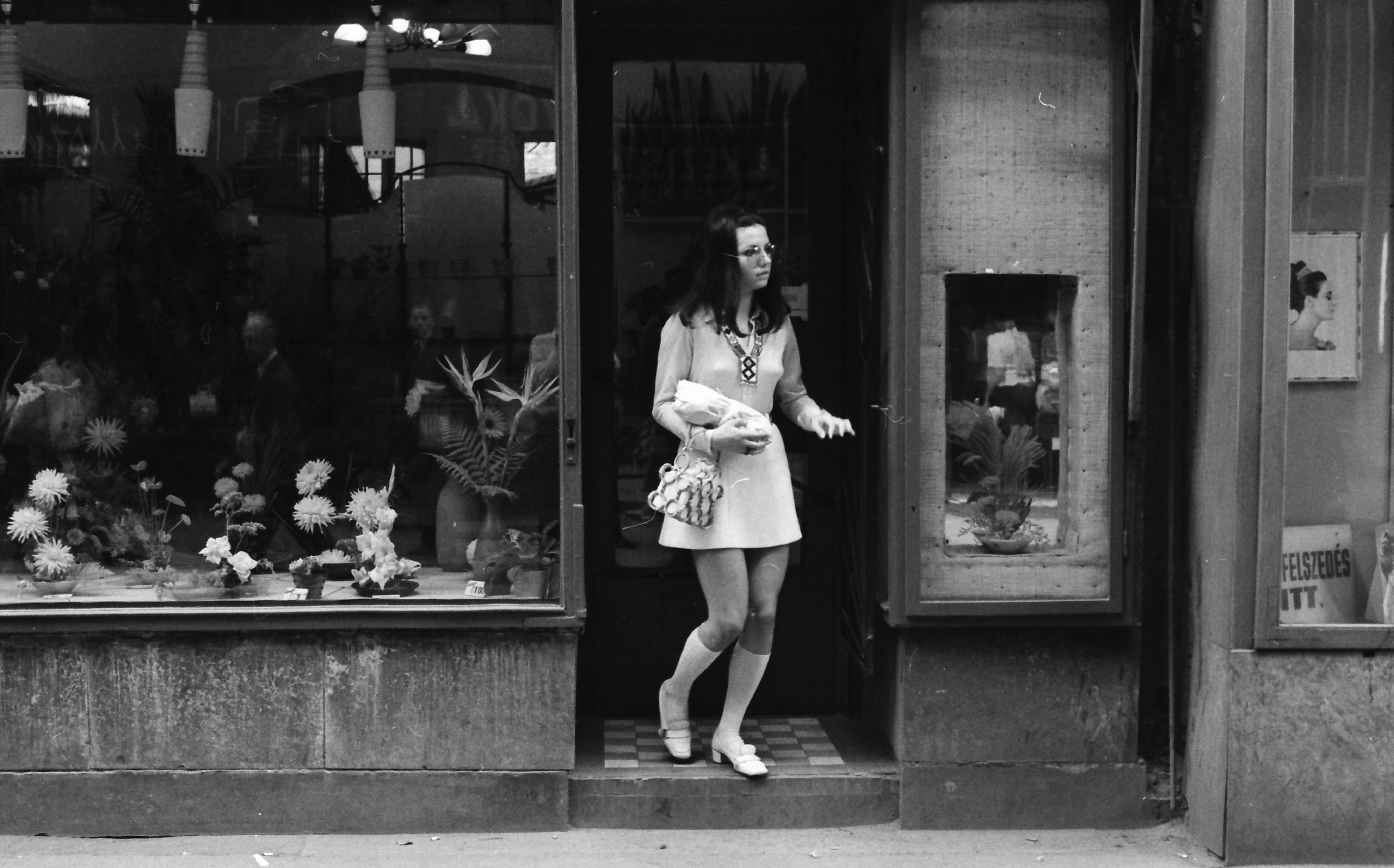
Sarolta Zalatnay
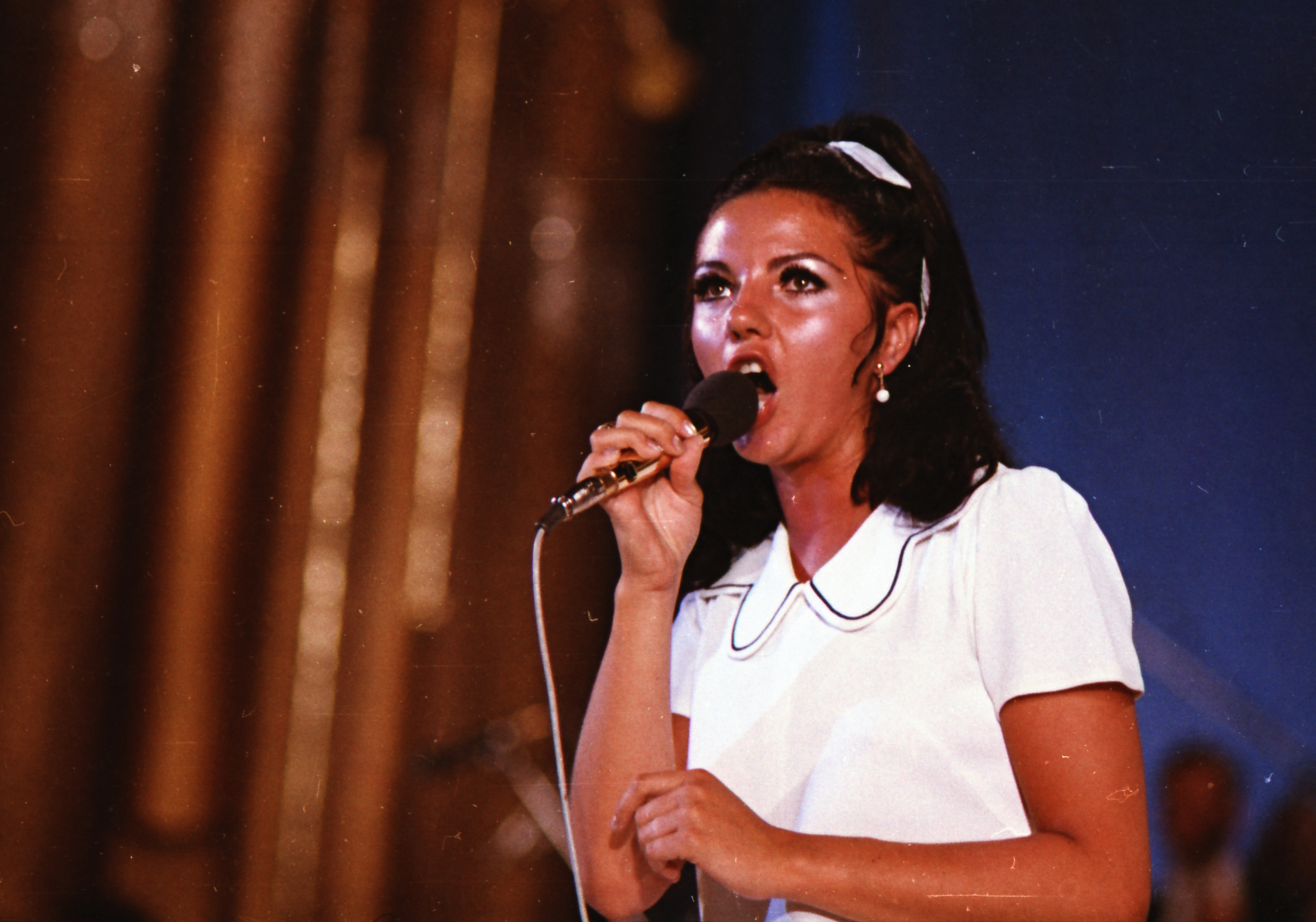
Sarolta Zalatnay
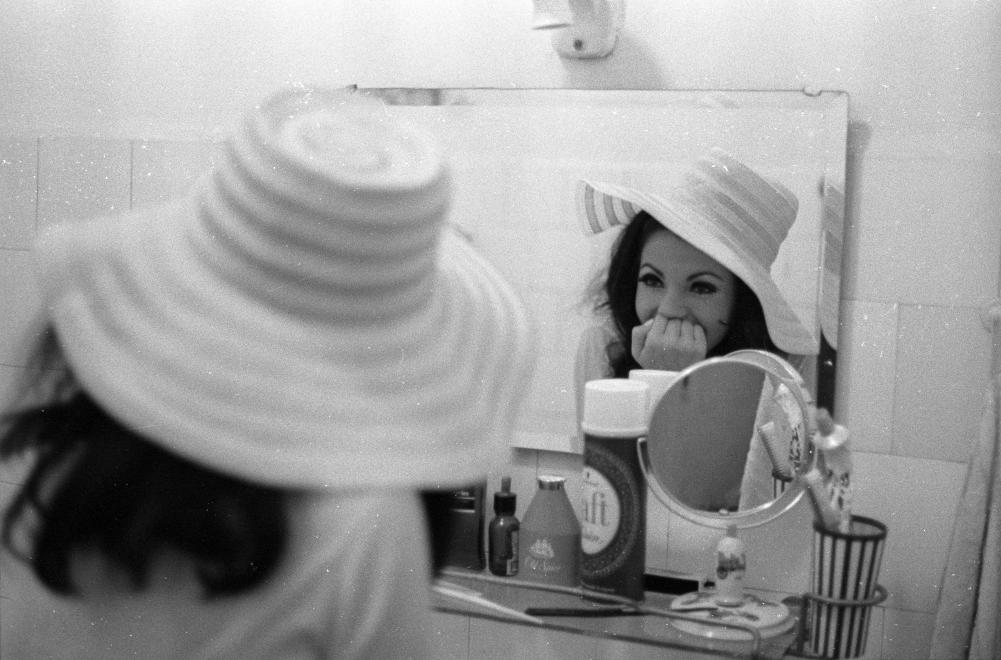
Sarolta Zalatnay
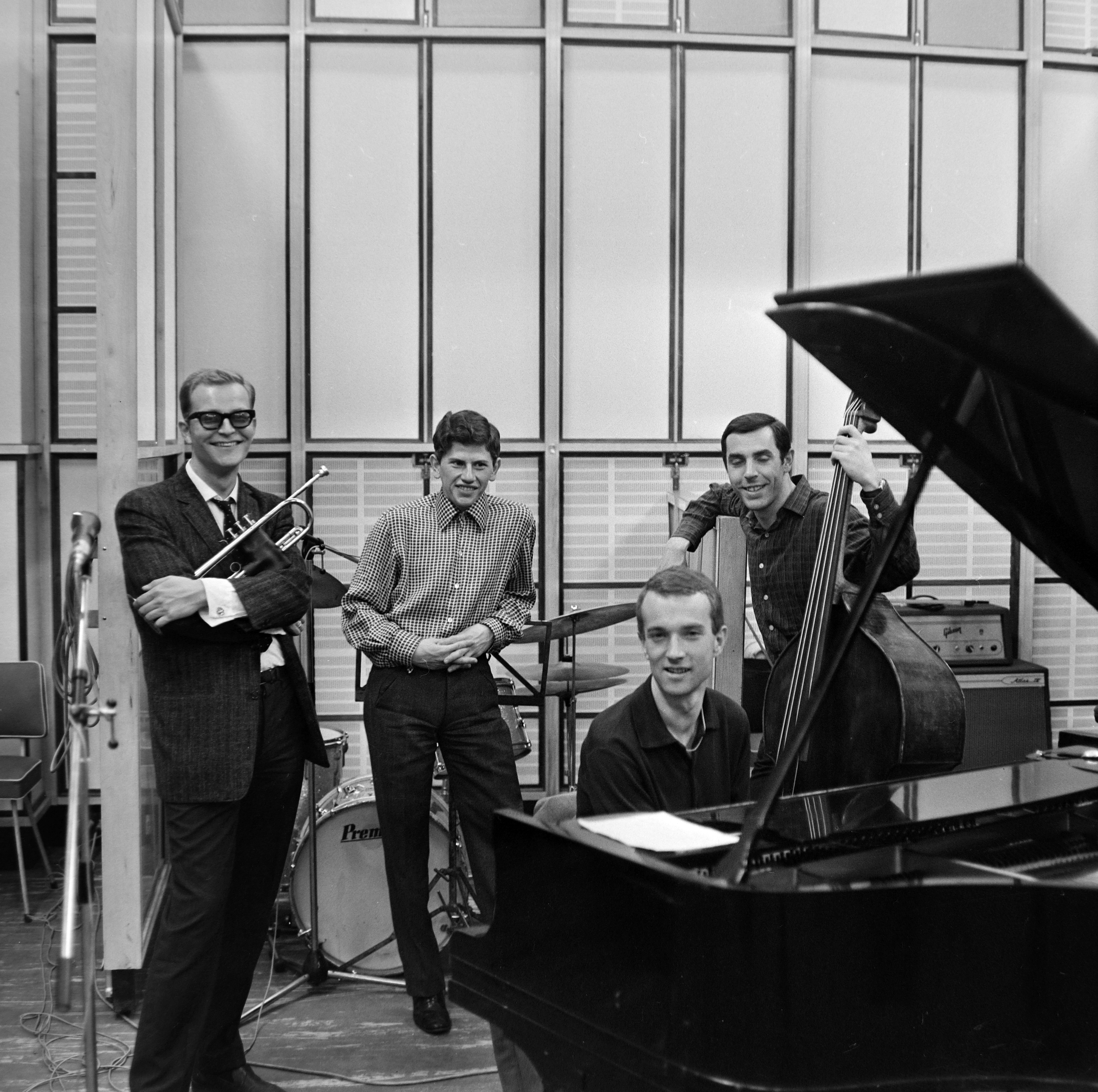
Tomsits Rudolf, Jávori Vilmos, Vukán György, Berkes Balázs
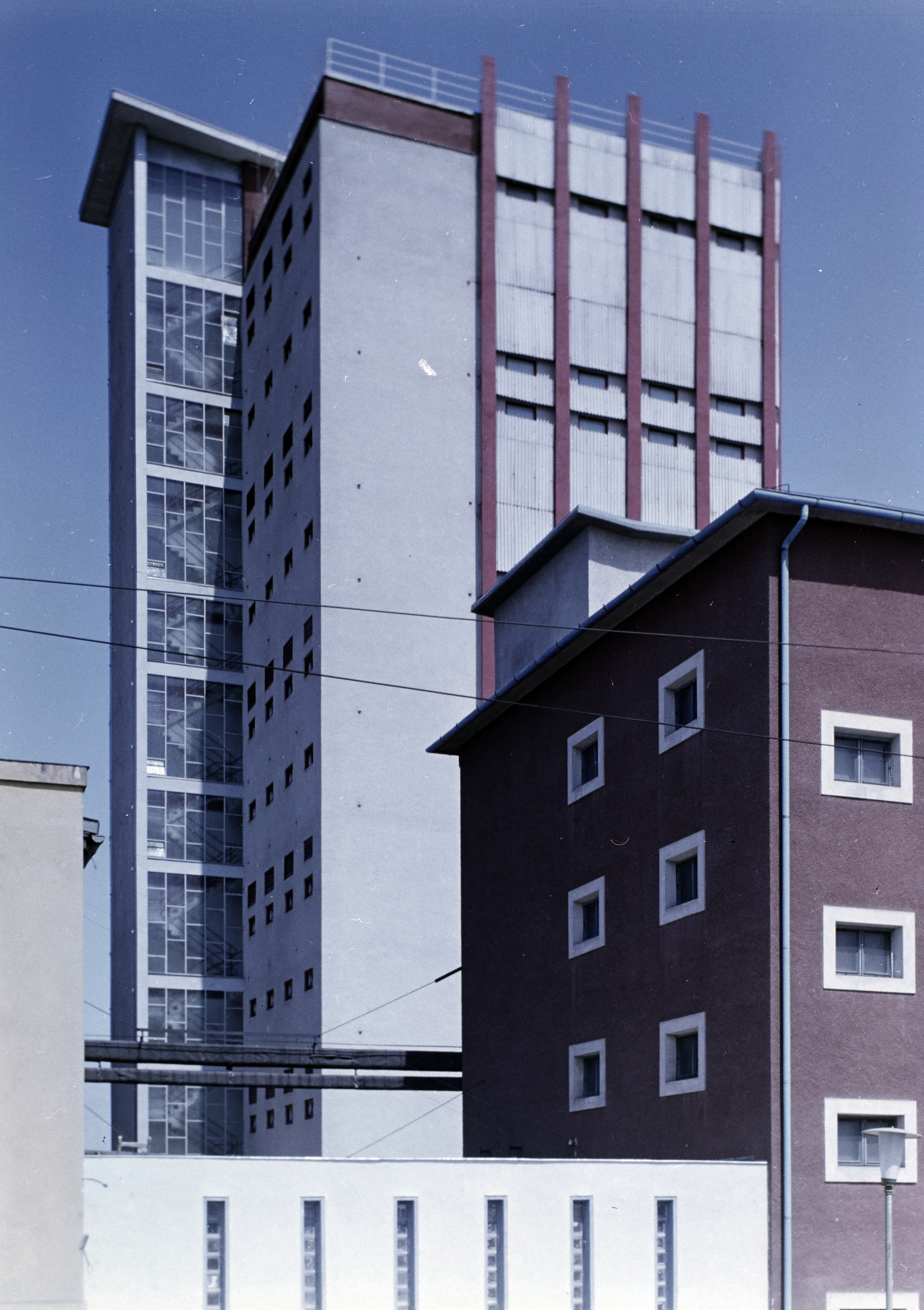
Pick Szalámigyár, 1964
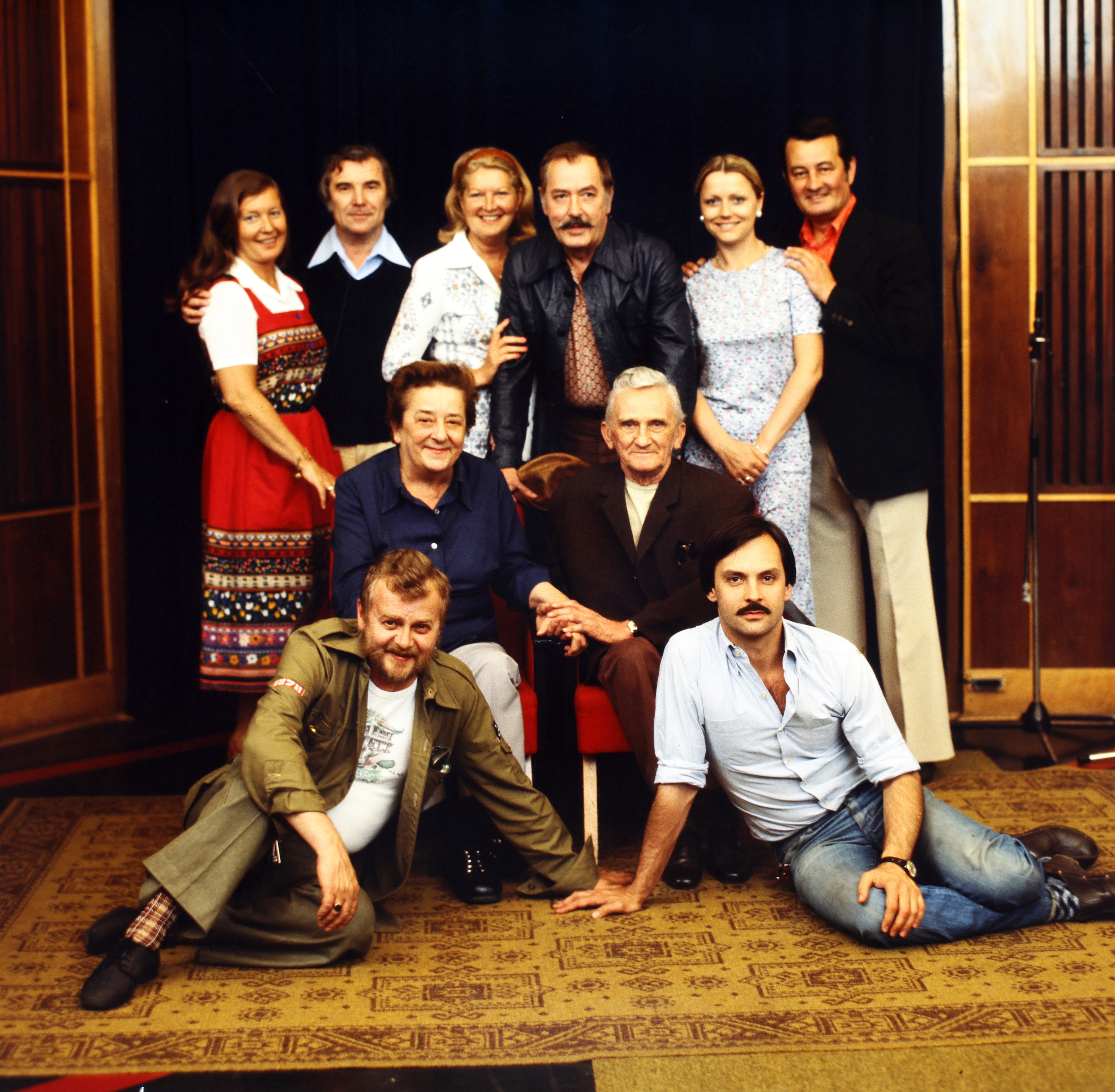
Szabó család, Magyar Rádió, 1973
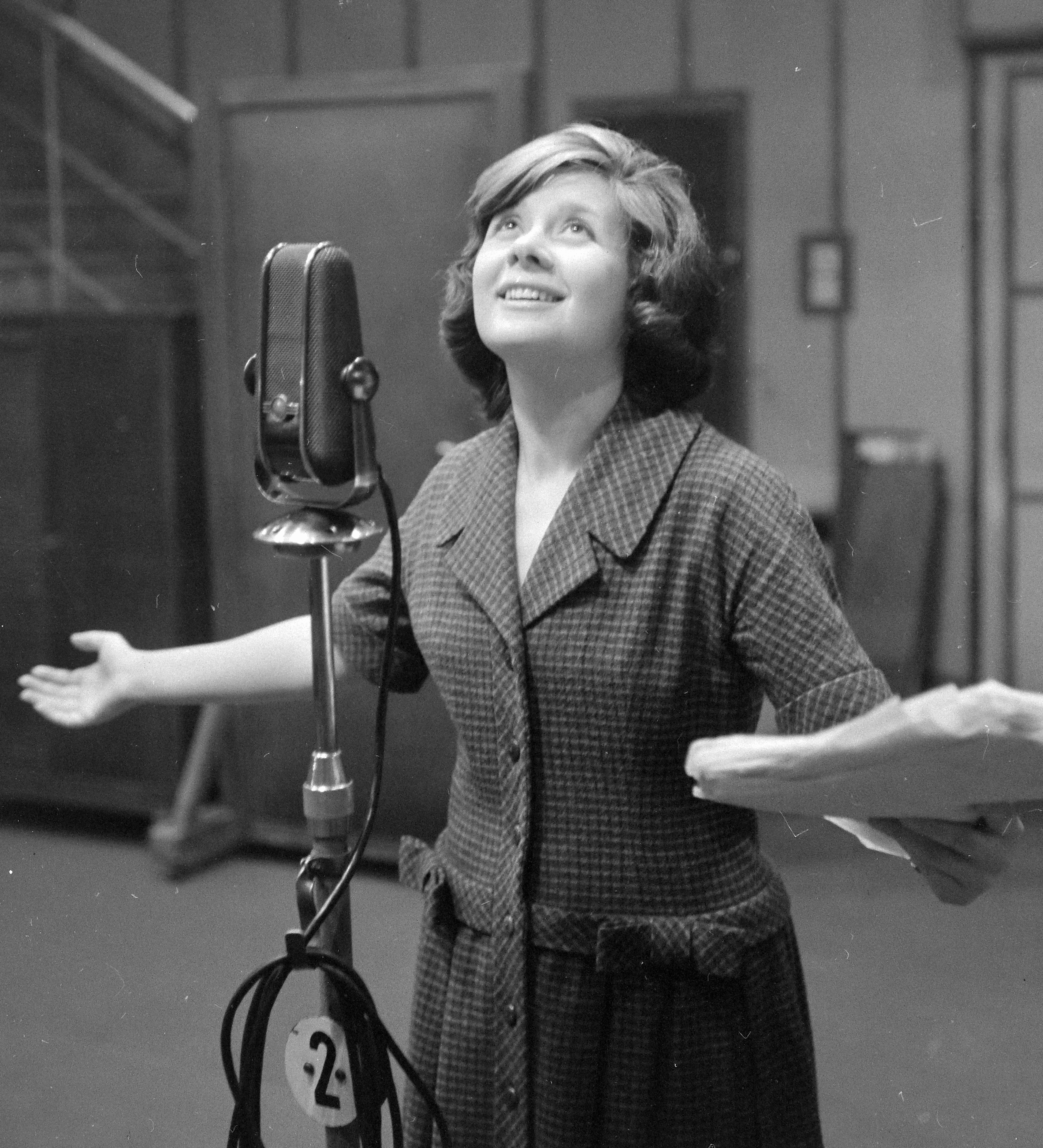
Ruttkai Éva
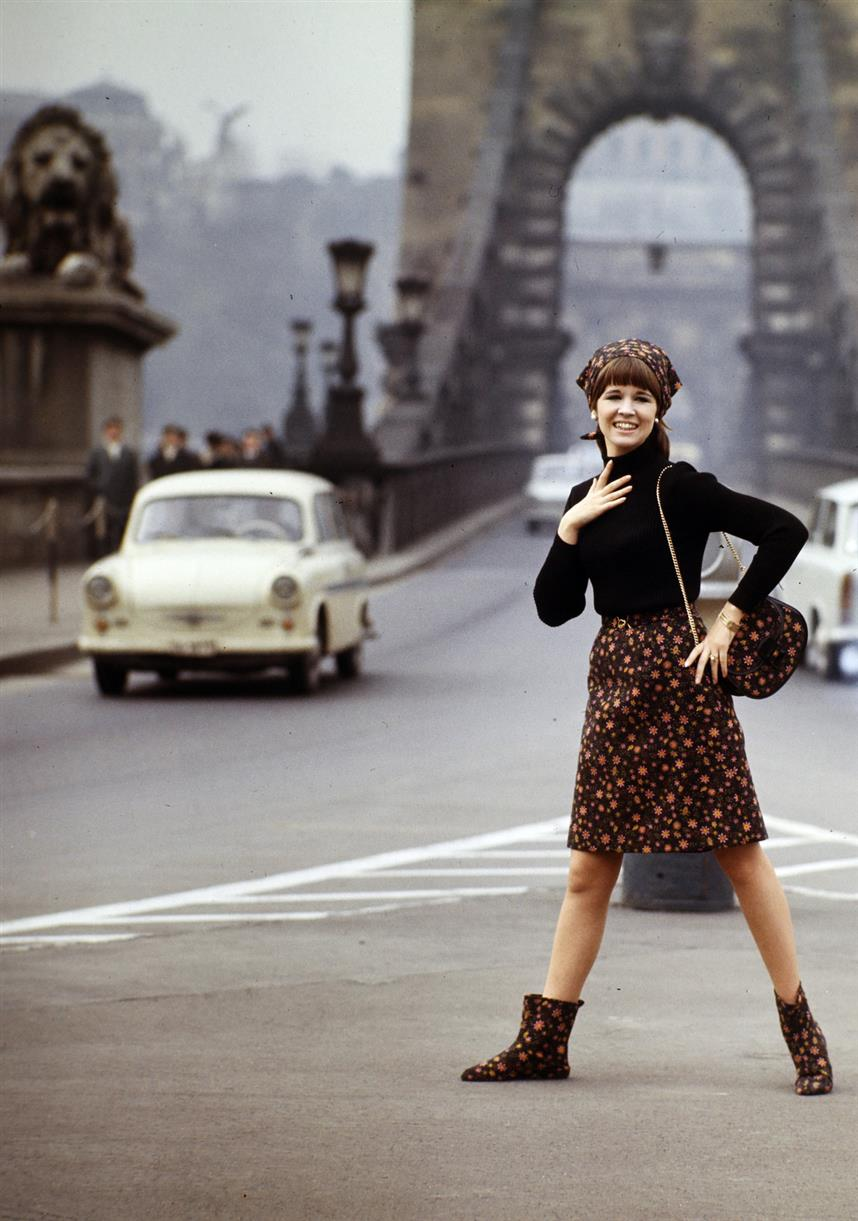
Patz Dóri